# Lassan
Lassan ist eine der kleinsten Städte Deutschlands und die drittkleinste Stadt im Land Mecklenburg-Vorpommern. Der Ort vor der Insel Usedom gehört zum Landkreis Vorpommern-Greifswald und wird vom Amt Am Peenestrom mit Sitz in Wolgast verwaltet. Die Stadt ist der Hauptort des Lassaner Winkels.

## Geografie

### Geografische Lage
Lassan liegt am Westufer des Peenestroms gegenüber der Insel Usedom und befindet sich gut 40 km östlich vom Oberzentrum Greifswald, etwa 15 Kilometer südlich von Wolgast und 15 Kilometer nordöstlich von Anklam. Die ländliche Umgebung mit ihren Ortsteilen, Wäldern und Feldern ist der Lassaner Winkel. Lassan ist der östliche Endpunkt der Ferienstraße Vorpommersche Dorfstraße und liegt am Jakobsweg Via Baltica, der von Usedom über Greifswald nach Osnabrück führt.
Die Küstenregion ist Teil des Naturparks Insel Usedom sowie des Naturparks Flusslandschaft Peenetal.

### Stadtgliederung
Lassan besteht laut seiner Hauptsatzung aus folgenden Ortsteilen:
| - Lassan - Klein Jasedow - Papendorf | - Pulow - Waschow |

## Geschichte

### Lassan
Name

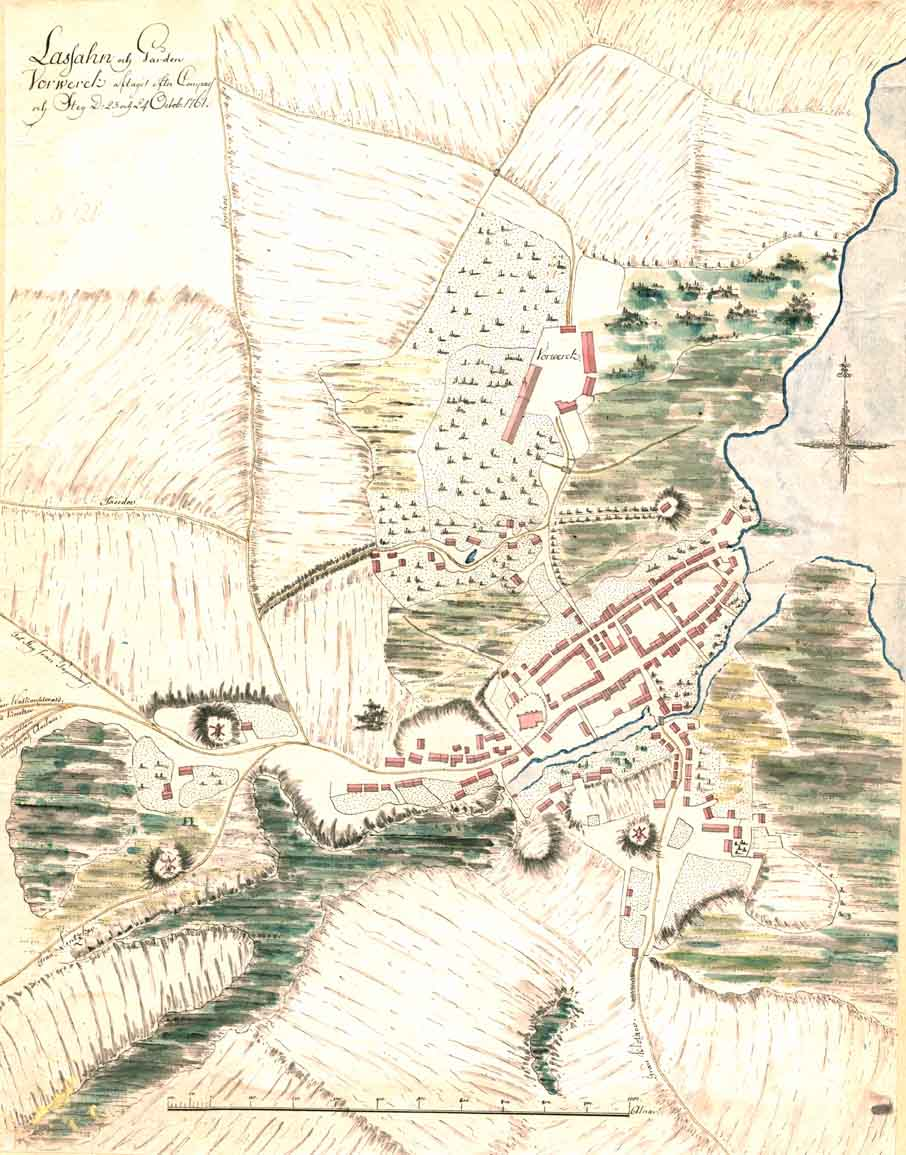
Lassan 1761

Der Name der Landschaft -terra Lesane- wurde 1136 in einer Urkunde Kaiser Lothars genannt. Der Name veränderte sich 1168 in Lessan, 1177 in Lessaz und 1295 in Lassan. Das altpolabische Lěšane bedeutet möglicherweise „Bewohner aus dem Wald“. Ähnlich deutet auch Niemeyer: „Waldbewohner“, auch „Waldland“.
Mittelalter

Die ursprüngliche slawische Fischersiedlung mit einer Burg war Mittelpunkt der Landschaft Lesane. Der Ort mit einer Burg wurde 1136 erstmals urkundlich erwähnt. Ab 1200 legten die Herzöge von Pommern den Ort planmäßig an. Er erhielt zwischen 1264 und 1278 das Stadtrecht und wurde 1291 als civitas und 1299 als oppidum genannt. Durch die günstige Lage am Peenestrom gewannen der Hafen und die Stadt an Bedeutung. Um 1291 wurde auch die Hallenkirche St. Johannis gebaut.
Im Mittelalter und in der frühen Neuzeit war der Fischfang eine wesentliche Einnahmequelle des Ortes. Auf Karten aus dieser Zeit findet sich darum die inzwischen ungebräuchliche Bezeichnung Lassansche Wasser für das Achterwasser. Damals hatte Lassan – einzige Stadt unmittelbar am Achterwasser – die Fischereigerechtigkeit für diese Gewässer inne.
Neuere Geschichte

1664 zerstörte ein Stadtbrand den Ort bis auf die Grundmauern. Im Herbst 1837 erkrankten 124 der rund 1400 Bewohner an Cholera; 65 Erkrankte starben während dieser Infektionswelle.
Seit Mitte des 19. Jahrhunderts ist in Lassan eine jüdische Gemeinde mit einem jüdischen Friedhof bekannt. Deren Geschichte endet in den 1940er Jahren, der Friedhof wurde abgeräumt. Seine Fläche ist zwar eingeschränkt erhalten, ist aber von der Stadt weder gekennzeichnet noch wird er überhaupt beachtet.
1896 wurde die Anklam-Lassaner Kleinbahn in Betrieb genommen. Lassan erhielt dadurch eine bessere Anbindung an das Umland.
1929 erhielt der Ort ein Strandbad. In den letzten Tagen des Zweiten Weltkrieges wurde Lassan von der Roten Armee besetzt.
Die Innenstadt mit Kirche, Stadtmauer und Rathaus wurde nach dem Ende der DDR im Rahmen der Städtebauförderung seit 1991 grundlegend saniert. 1996 entstand der Wasserwanderrastplatz. Danach wurde der Hafenplatz ausgebaut.

Marktplatz 1908 (Zeppelin einmontiert)

Von 1952 bis 1994 gehörte Lassan zum Kreis Wolgast (bis 1990 im DDR-Bezirk Rostock, 1990–1994 im Land Mecklenburg-Vorpommern). 1994 wurde die Stadt in den Landkreis Ostvorpommern eingegliedert. Seit der Kreisgebietsreform 2011 liegt sie im Landkreis Vorpommern-Greifswald.
Am 7. Juni 2009 wurde die bis dahin selbstständige Gemeinde Pulow nach Lassan eingemeindet.

### Geschichte der Ortsteile

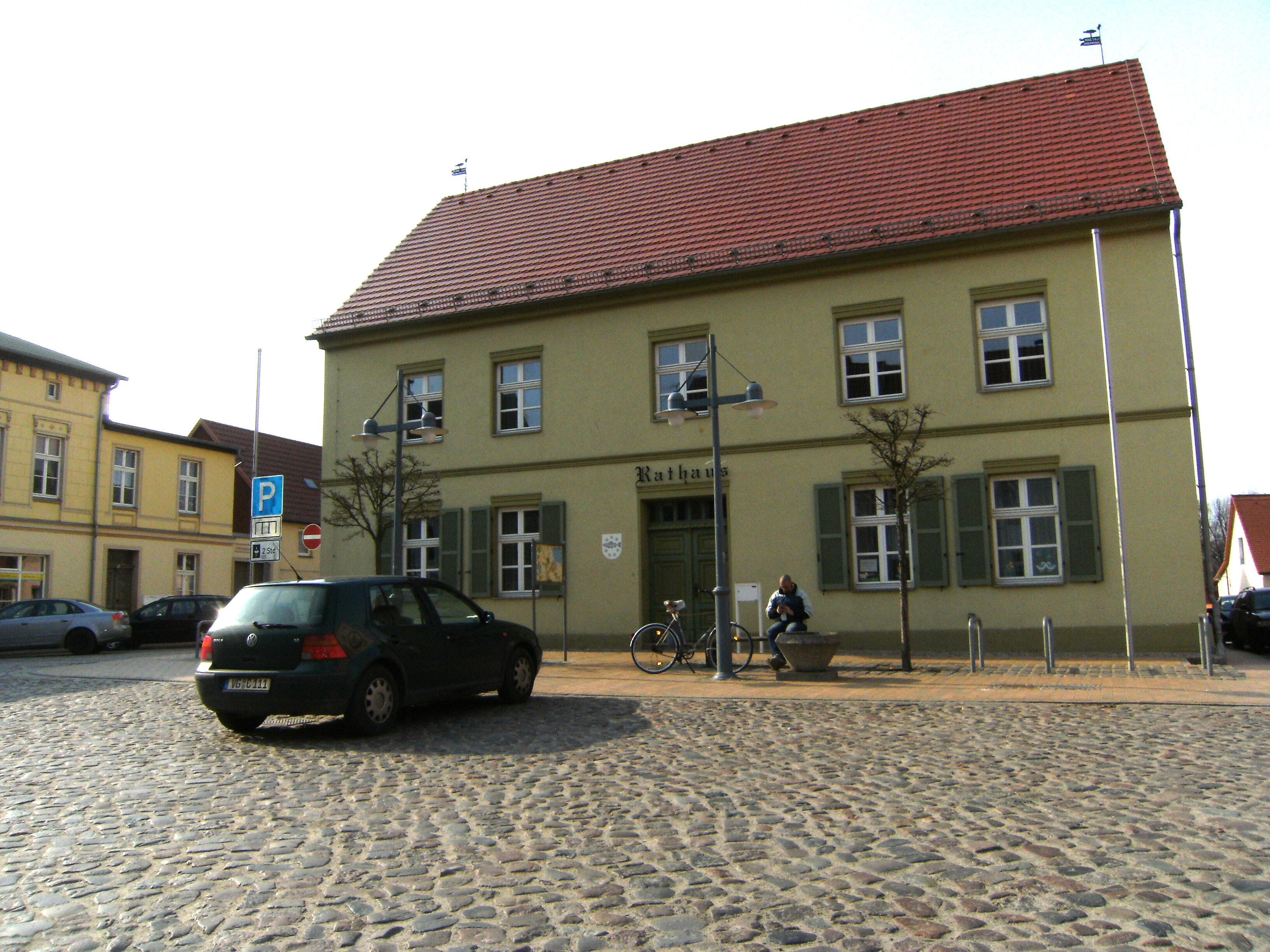
Rathaus

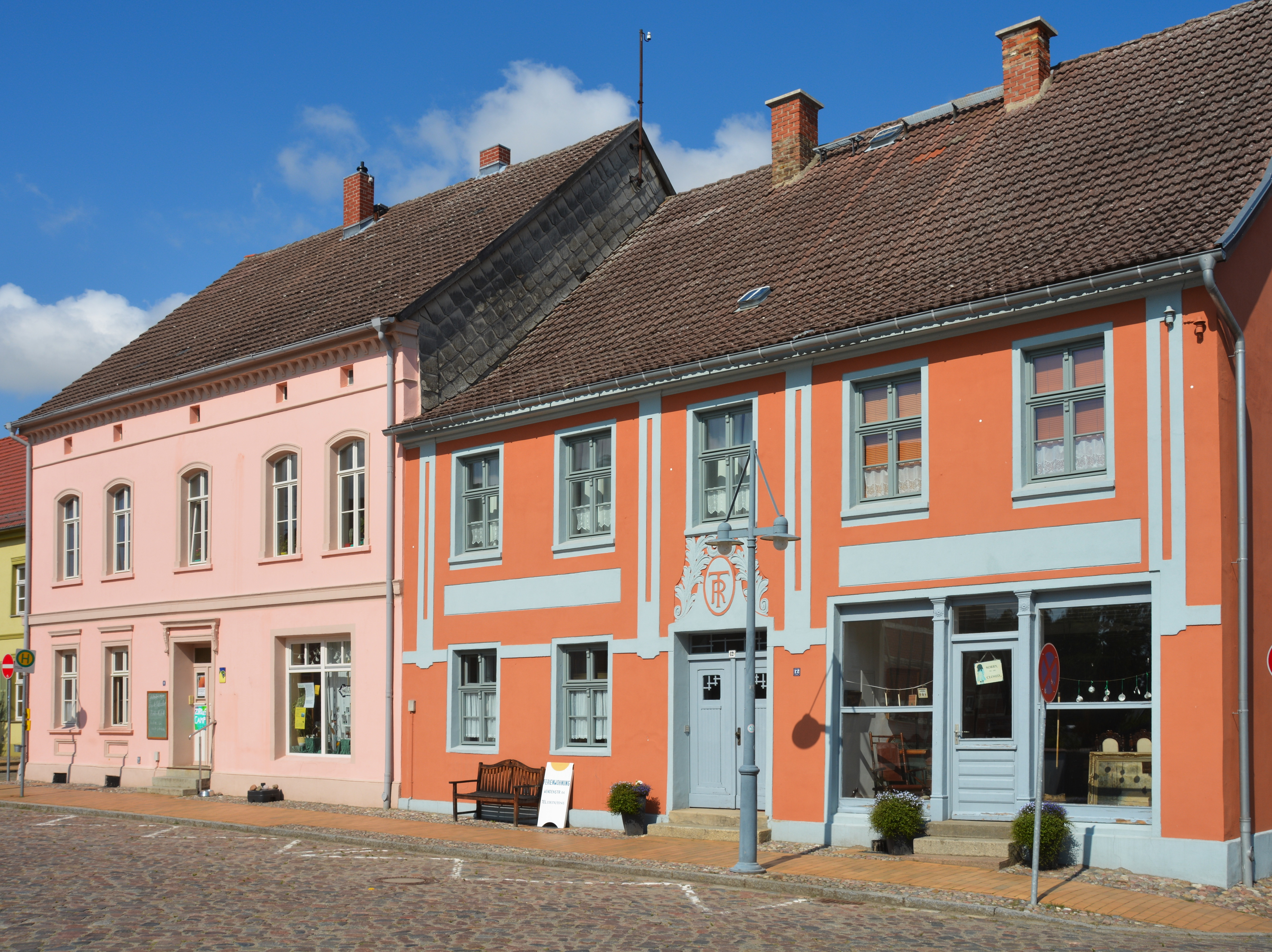
Häuser auf dem Markt

Klein Jasedow wurde 1547 erstmals als Jasdow und 1859 mit dem aktuellen Namen Klein Jasedow urkundlich erwähnt. Die Bedeutung der slawischen Ortsgründung ist noch nicht aufgezeigt. Klein Jasedow ist ein Vorwerk zum Gut „Vorwerk“ nördlich von Lassan. Es war ein typisches Gutsdorf, das nur aus dem Gut mit Verwalterhaus und 2 Landarbeiterkaten bestand. Nach 1945 wurde es ein Haufendorf mit Neubauernhöfen und Wohngebäuden.
Papendorf wurde erstmals 1547 genannt, als Jacob von Zitzewitz hier eine Schäferei anlegen ließ. Der Name leitet sich von Pape = Pastor/Priester ab. Da die nächste Kirche in Lassan ist, kann diese Namensdeutung fraglich sein.

Papendorf wurde ein Gutsdorf mit dem Gut und der Landarbeiterkatenzeile. Besitzer waren u. a Familien von Krassow (ab 1669), von Buggenhagen (nach 1784) und die Barone von Le Fort (Lefort) und Erben (1833–1945). Papendorf war deren Stammgut mit den Pertinenzen (Nebengütern) Pulow und Klein Jasedow.

Seit 1897 hatte Papendorf einen eigenen Anschluss an die Anklam-Lassaner Kleinbahn (ALKB), der wie alle anderen Strecken 1945 als Reparation demontiert wurde.
Pulow wurde erstmals 1291 als Pulowe urkundlich genannt. Es ist eine slawische Gründung ohne Namensdeutung. Der Turmhügel stammt von nach 1230. Das Gut Pulow wechselte mehrfach den Besitzer und war schon vor 1852 ein Nebengut der Familie der Barone von Le Fort. Dann bildete sich eine eigene genealogische Familienlinie Pulow heraus.  Das neobarocke Gutshaus entstand um 1900.
Siehe auch Hauptartikel: Pulow
Vorwerk wurde 1328 erstmals urkundlich genannt. Es liegt nördlich an Lassan und diente mit den Liegenschaften zur Unterhaltung der Burg Lassan (castrum lesane). Gutsherren waren u. a die Familien Ramel (13. Jh.) und von Köller. Diese Adelsfamilie geriet zwischenzeitlich in pekuniäre Schwierigkeiten. Die Witwe des Kurd von Köller-Jamitzow verkaufte aus der Not ihrer Kinder 1469 mit Genehmigung des Landesherrn Erich II. Anteile aus Gut Vorwerk dem Kloster Marienkrone Stralsund für 100 Mark eine wiederlösbare Rente. Ihnen folgten später die von Zitzewitz, von Weißenstein, und von Quistorp, vertreten durch Dr. phil. Johann Gottfried von Quistorp (1752–1825), der einst vom Kaiser Josef II. zu Wien 1782 in den Reichsadelsstand erhoben wurde und so den geadelten Teil der alten gleichnamigen Patrizierfamilie mitbegründete. Dann folgte die Uradelsfamilie von Buggenhagen (1845–1945). Das inzwischen ruinöse Gutshaus stammt aus dem 19. Jahrhundert. Bernhard von Buggenhagen (1815–1866) erwarb einst das Gut Vorwerk. Er war mit der ältesten Tochter Luise des Greifswalder Senatoren Carl Friedrich Pogge verheiratet und Ehrenritter des Johanniterordens. Erbe wurde der Sohn Leutnant a. D. Arnold von Buggenhagen, der auf der bekannten Königlichen Landesschule Pforta seine Ausbildung mit erfuhr und später die aus Berlin stammende Anna Woywod 1894 heiratete, Gut Vorwerk zum Hauptwohnsitz bestimmte. Die Witwe Anna von Buggenhagen galt noch nach 1921 als allodiale Gutseigentümerin. Um 1939 galten die von Buggenhagenschen Erben als Eigentümer des Rittergutes Vorwerk mit 280 ha. Geleitet wurde das Gut durch einen Administrator. Dies spricht für eine kreditliche Belastung und als Auflage seitens der Landwirtschaftsbanken in deren Funktion als Kreditgeber. Die Erbengemeinschaft bestand nach dem Genealogischen Handbuch des Adels formell u. a. auch aus den lange in Brasilien lebenden Prof. Arnold von Buggenhagen (1908–1991).
Waschow wurde 1320 erstmals als Warsekow und 1658 als Waschow genannt. Der Name wird als Ableitung aus einem Personennamen gedeutet. Bei Waschow befinden sich drei Großsteingräber aus dem Neolithikum (5500 bis 1800 vdZ). Sie gehören aber eigentlich zur Gemarkung Wehrland-Bauer. Das belegt eine frühe Besiedlung des Gebietes.
Waschow war ein Gutsdorf mit dem Gut und der Landarbeiterkatenzeile an der Straße nach Lassan. Von diesem Gut blieb nur ein stillos verändertes Gutshaus übrig. Am Gutshaus ist noch das Wappen des Erbauers sichtbar, es ist das Wappen der Familie von Hackewitz. Über die Verwandtschaft ging Waschow als Gut an den preußischen Generalmajor Werner Eugen von Voigts-Rhetz (1863–1914). Das Gut hatte Anfang des 20. Jahrhunderts einen Umfang von 391 ha und wurde von einem Verwalter geführt. Der ehemalige Gutspark ist nur noch teilweise vorhanden und verwildert. Zuletzt war Gut Waschow in bürgerlichen Händen der Familie Bartelt. Diese begannen zunächst als Verwalter und stellten bis zur Bodenreform den letzten Rittergutsbesitzer. Das Dorf entwickelte sich nach 1945 zu einem langgestreckten Straßendorf.
Warnekow wurde 1432 erstmals urkundlich genannt. Der slawische Gründungsname ist nicht gedeutet. Es war eine alte Ortschaft und bestand nur aus einigen kleinen landwirtschaftlichen Gehöften. Auf Grund der Abgelegenheit und der schlechten Verkehrsanbindung wurde der Wohnplatz in der Neuzeit aufgegeben. Der Ort war bis in die 1970er Jahre noch bewohnt. Jetzt erinnern nur noch der unbefestigte Weg mit der Baumpflanzung und die völlig verbuschten Obstgärten an den Ort.

## Bevölkerung
| Jahr | Einwohner |
| ---- | --------- |
| 1990 | 1859      |
| 1995 | 1696      |
| 2000 | 1548      |
| 2005 | 1410      |
| 2010 | 1597      |
| 2015 | 1518      |

| Jahr | Einwohner |
| ---- | --------- |
| 2020 | 1468      |
| 2021 | 1456      |
| 2022 | 1491      |
| 2023 | 1473      |

 Stand: 31. Dezember des jeweiligen Jahres

## Politik

### Stadtvertretung
Die Stadtvertretung von Lassan besteht seit 2024 nicht mehr aus 12, sondern aus 10 Mitgliedern. Die Kommunalwahl am 9. Juni 2024 führte bei einer Wahlbeteiligung von 72,3 % zu folgendem Ergebnis:
| Partei / Wählergruppe             | Stimmenanteil 2019 | Sitze 2019 |  | Stimmenanteil 2024 | Sitze 2024 |
| --------------------------------- | ------------------ | ---------- |  | ------------------ | ---------- |
| CDU                               | 43,5 %             | 5          |  | 41,6 %             | 4          |
| Bürger für Lassan (BfL)           | –                  | –          |  | 18,8 %             | 2          |
| Einzelbewerber Christian Hilse    | 13,3 %             | 1          |  | 14,3 %             | 1          |
| AfD                               | 07,0 %             | 1          |  | 11,3 %             | 1          |
| Bürgerliste Lassaner Winkel (BLW) | 09,4 %             | 1          |  | 11,1 %             | 1          |
| Die Linke                         | 04,9 %             | 1          |  | 02,9 %             | –          |
| Freie Wähler                      | 15,3 %             | 2          |  | –                  | –          |
| Bündnis 90/Die Grünen             | 03,6 %             | –          |  | –                  | –          |
| Einzelbewerber Marcus Wehrbein    | 02,9 %             | –          |  | –                  | –          |
| Insgesamt                         | 100 %              | 11         |  | 100 %              | 9          |

Sowohl bei der Wahl 2019 als auch 2024 entfielen entsprechend seinem Stimmenanteil auf den Einzelbewerber Christian Hilse zwei Sitze. Daher bleibt in der Stadtvertretung jeweils ein Sitz unbesetzt.

### Bürgermeister
- seit 2009: Fred Gransow (CDU)

Gransow wurde in der Bürgermeisterwahl am 26. Mai 2019 mit 67,0 % der gültigen Stimmen wiedergewählt. Er wurde am 9. Juni 2024 mit 68,1 % der gültigen Stimmen in seinem Amt bestätigt. Seine Amtsdauer beträgt fünf Jahre.

### Wappen
| Wappen von Lassan | Blasonierung: „In Blau ein silberner Fisch, kreisförmig begleitet oben von drei und unten von vier sechsstrahligen goldenen Sternen.“ |
| Wappen von Lassan | Wappenbegründung: In dem in Anlehnung an das Siegelbild des SIGILLVM CIVITATIS LASSAN aus dem 13. Jh. im Jahre 1972 gestalteten Wappen soll der Fisch auf eine der ältesten Erwerbsquellen der Einwohner hinweisen, auf die Fischerei. Es könnte aber auch sein, dass die dortigen Ansiedler den aus dem Slawischen stammenden Ortsnamen (Lěšane = Waldbewohner) vom Wortlaut her mit dem Begriff Lachs in Verbindung gebracht und die Figur eines Lachses als redendes Zeichen zum Stadtsymbol gemacht haben. Dem liegt auch die Sage zugrunde, nach dem der Ort seinen Namen quasi nach den im Achterwasser und in der Peene gefangenen Lachsen – niederdeutsch Lasse – erhalten haben soll. Die Sterne sollen angeblich die Zahl der Ratsmitglieder symbolisieren. Da deren Anzahl sich jedoch im Laufe der Zeit häufig änderte, ist wohl eher anzunehmen, dass die sieben Sterne das Siebengestirn versinnbildlichen, das nach alter Überlieferung als Schutzgestirn der Fischer gilt. Das Wappen wurde 1972 von dem Lassaner Albert Püschel gestaltet und 1996 vom Designbüro Schönherr & Maciejewski aus Anklam neu gezeichnet. Es wurde unter der Nr. 112 der Wappenrolle des Landes Mecklenburg-Vorpommern registriert. |

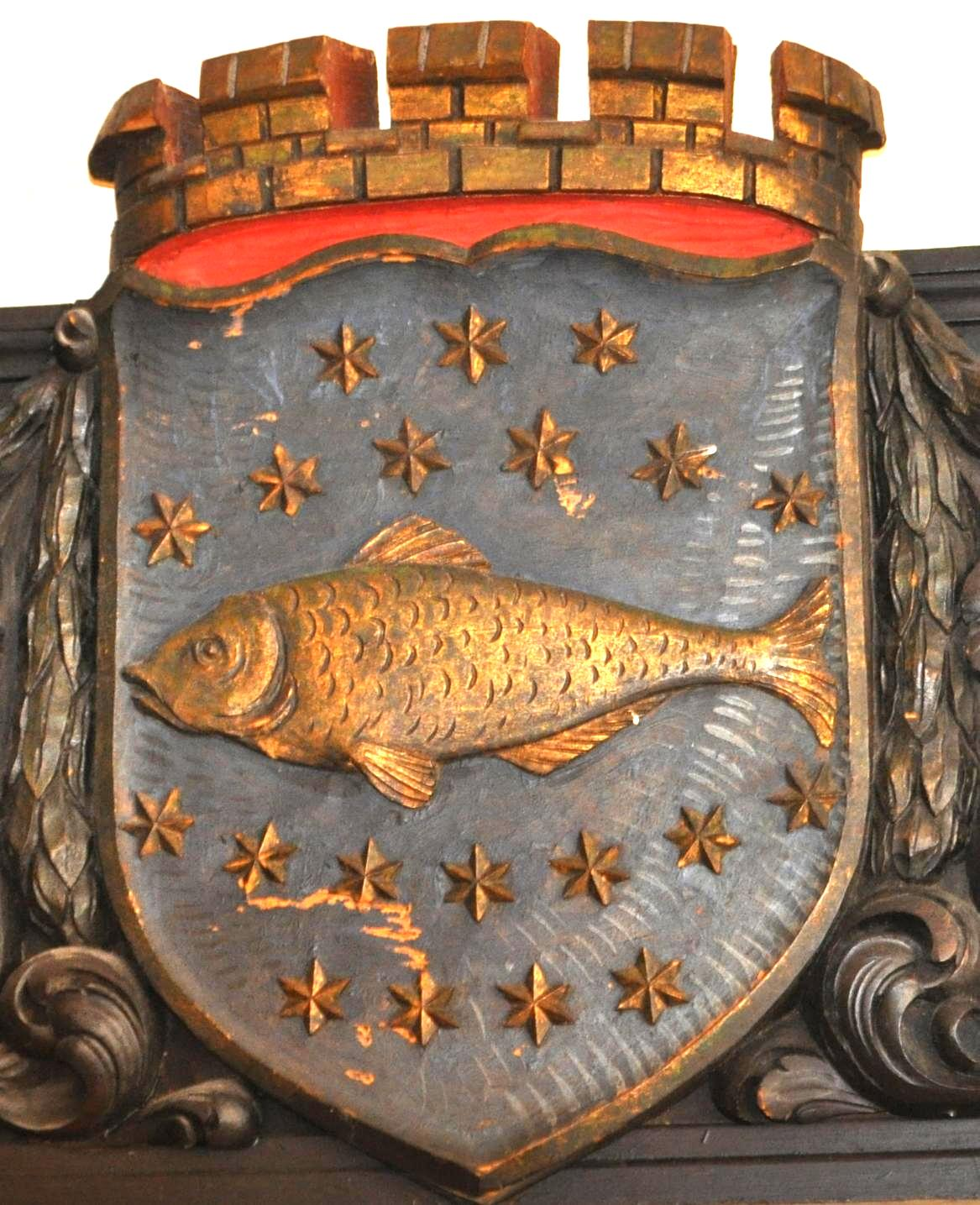
Wappen der Stadt Lassan im Kreishaus Greifswald

Das historische Wappen ist fassbar im Wappenfries der 24 Gutsherren und 3 Städte des ständischen Kreistages des Landkreises Greifswald im Kreishaus am Markt 10/11.

### Flagge
Die Stadt verfügt über keine amtlich genehmigte Flagge.

### Dienstsiegel
Das Dienstsiegel der Stadt zeit das Stadtwappen mit der Umschrift „STADT LASSAN * LANDKREIS VORPOMMERN-GREIFSWALD“.

## Sehenswürdigkeiten und Kultur

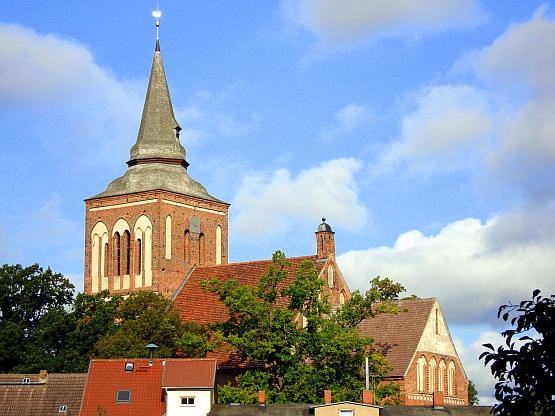
Stadtkirche St. Johannis

Wassermühle 1908

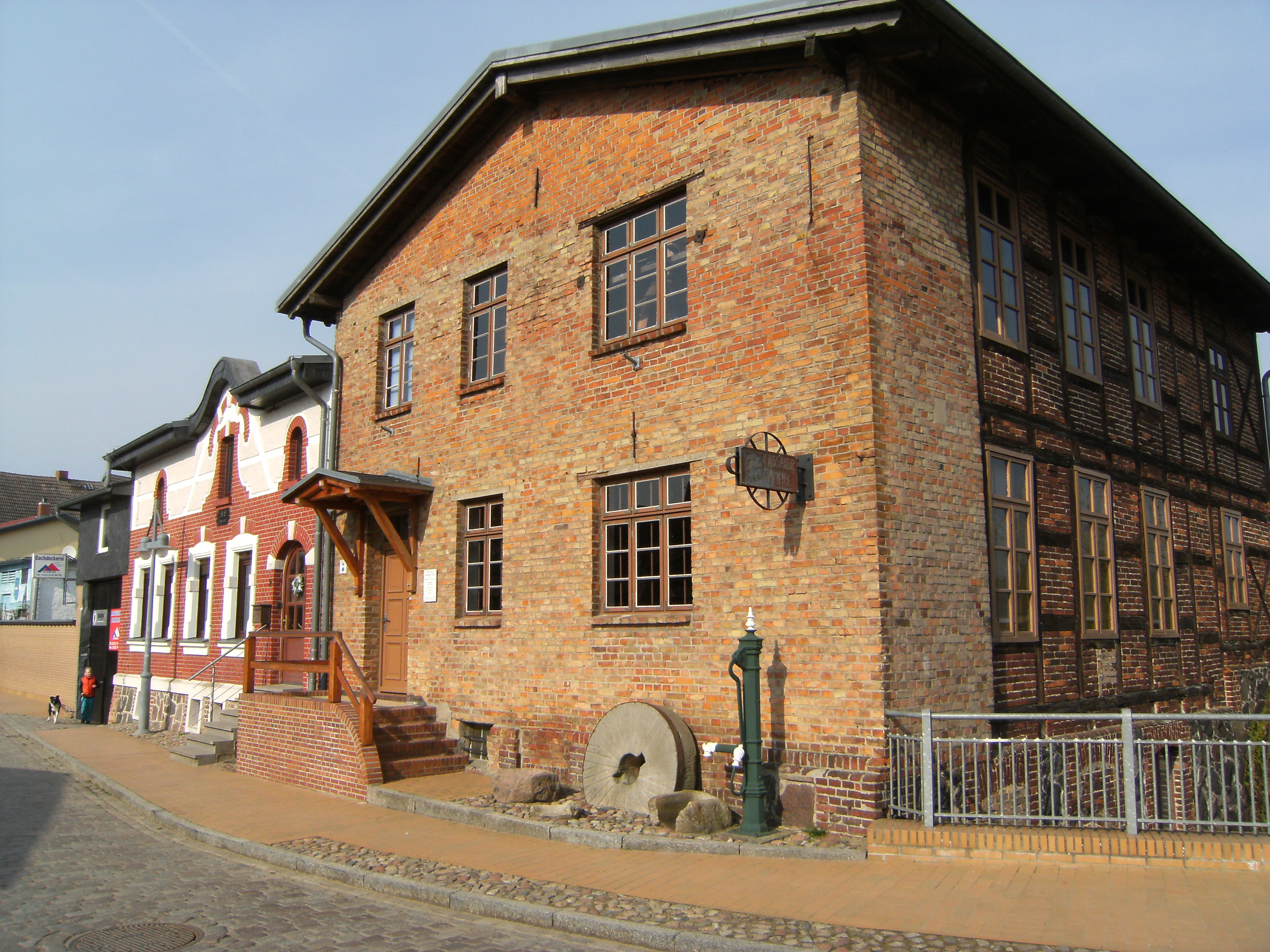
Wassermühle, jetzt Museum

Siehe: Liste der Baudenkmale in Lassan

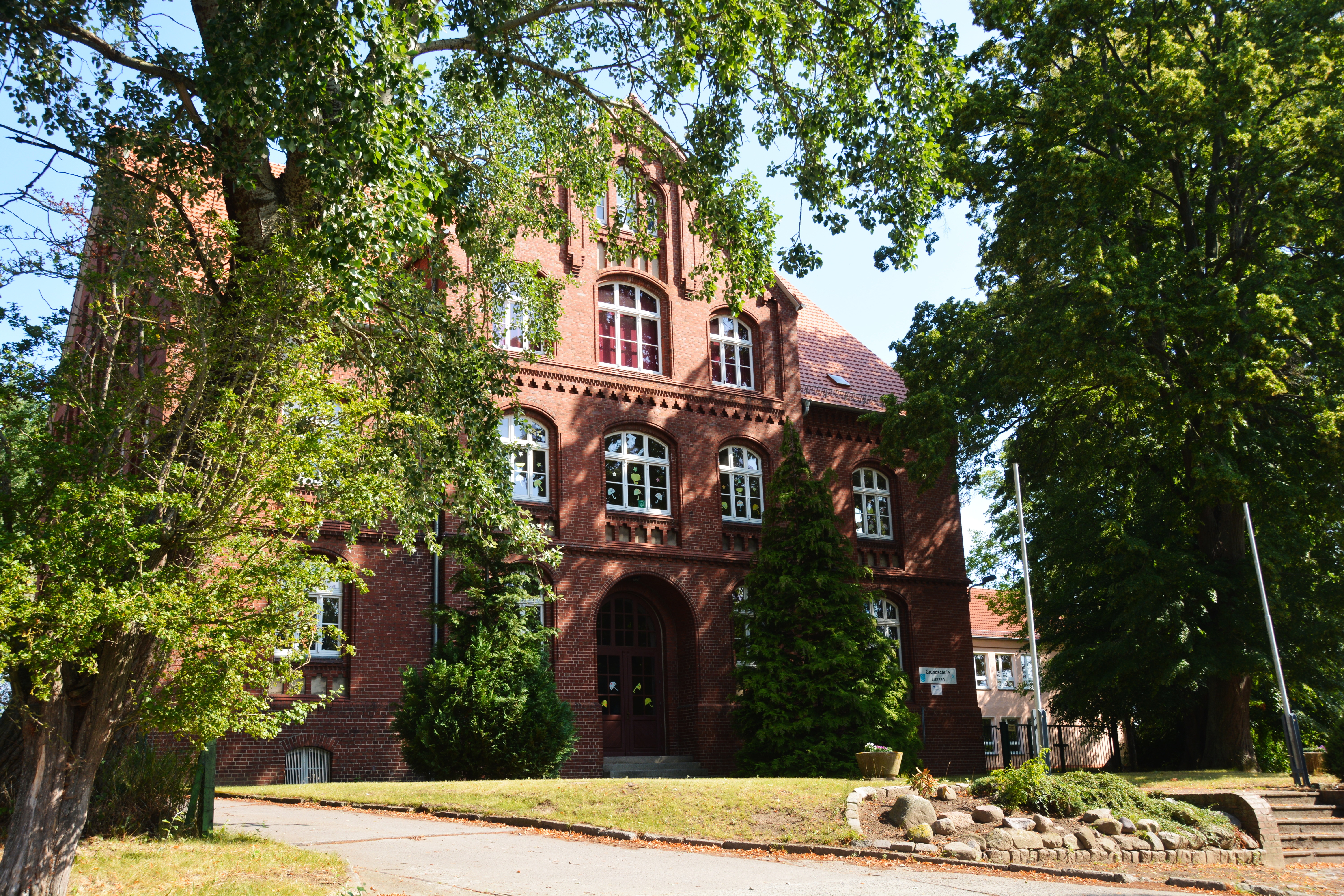
Grundschule

### Sehenswürdigkeiten
Die langgestreckte Altstadt von Lassan mit ihrem kleinstädtischen Flair, die landschaftliche Lage am Wasser und die Wälder in der Umgebung sind Anziehungspunkte für den Fremdenverkehr.
- Stadtkirche St. Johannis, Backstein-Kirche in gotischem Stil aus dem 13./14. Jahrhundert, im Inneren befinden sich ein Altar und eine Kanzel aus dem 18. Jahrhundert, beide aus der Werkstatt von Elias Keßler. Die Orgel wurde 1832 von Carl August Buchholz gebaut.[28]
- Reste der mittelalterlichen Stadtmauer Lassan
- Hölzerne Haustüren u. a. in der Langen Straße[29]
- Restaurierte Fachwerkhäuser, u. a Wendenstraße 32, 59, 76 und Pfarrhaus
- Wassermühle Lassan, teilweise aus dem 15. Jahrhundert sowie die Friedrich-von-Lösewitz-Halle: Heute Museum Lassaner Mühle, die von der Interessengemeinschaft Heimatgeschichte Lassan betreut und bewirtschaftet wird. Neben der alten Mühlentechnik werden stadtgeschichtliche Exponate und historische landwirtschaftliche Geräte und Maschinen gezeigt.
- Pommersche Fischerteppiche, ab 1962 in Lassan gewerblich geknüpft. Die zuständige PGH Volkskunst an der Ostsee hatte in der Langen Straße ihr Lager sowie ihre Werkstatt und Färberei. Insgesamt waren rund 20 Frauen bis zum Konkurs der PGH 1992 beschäftigt.
- Turmhügel Pulow
- Gutshaus in Pulow in neobarockem Stil  (um 1900)
- Pulower See, ein eiszeitlich geprägter Rinnensee mit historischem Grabstein (Baron Körting)
- Handweberei, zu besichtigen in der Landwerkstatt Pulow
- Duft- und Tastgarten für Sehbehinderte und Blinde in Papendorf
- Papendorfer Seen
- Gutshaus Papendorf
- Gutshaus und Gutspark Waschow
- Gutshaus Klein Jasedow (Fachwerkbau)
- Klanghaus am See in Klein Jasedow
- Moränenlandschaft mit vielen Seen (Toteisstaulandschaft)
- Vogelparadies Polder Waschow

### In Lassan gedrehte Filme
- 1938: Heiratsschwindler
- 2004: Die Siedler. Am Arsch der Welt („Ein dokumentarischer Western im Osten“ von Claus Strigel)
- 2008: Rosenstolz: Gib mir Sonne (Musikvideo)
- 2010: Pfarrer Braun: Schwein gehabt! (Regie: Wolfgang F. Henschel, mit Ottfried Fischer, Sonja Kirchberger, Udo Schenk etc.)
- 2010: Pfarrer Braun: Kur mit Schatten (Regie: Wolfgang F. Henschel, mit Eleonore Weisgerber, Nicki von Tempelhoff etc.)
- 2017: Teufelsmoor (Regie: Brigitte Maria Bertele, NORDFILM im Auftrag von NDR und ARD Degeto)
- 2024: Im Netz der Gier (Regie: Franziska Schlotterer, Buch: Michael Vershinin, mit Tanja Wedhorn, Paula Hartmann, Jutta Wachowiak, Clelia Sarto)

### Lassan in der Musik
Der Liedermacher Wolf Biermann besaß am gegenüberliegenden Ufer ein Sommerhaus und kam gelegentlich nach Lassan. Er komponierte zu Ehren der Stadt das Lied: Die alte Stadt Lassan.

## Wirtschaft und Infrastruktur

Hafen 1908

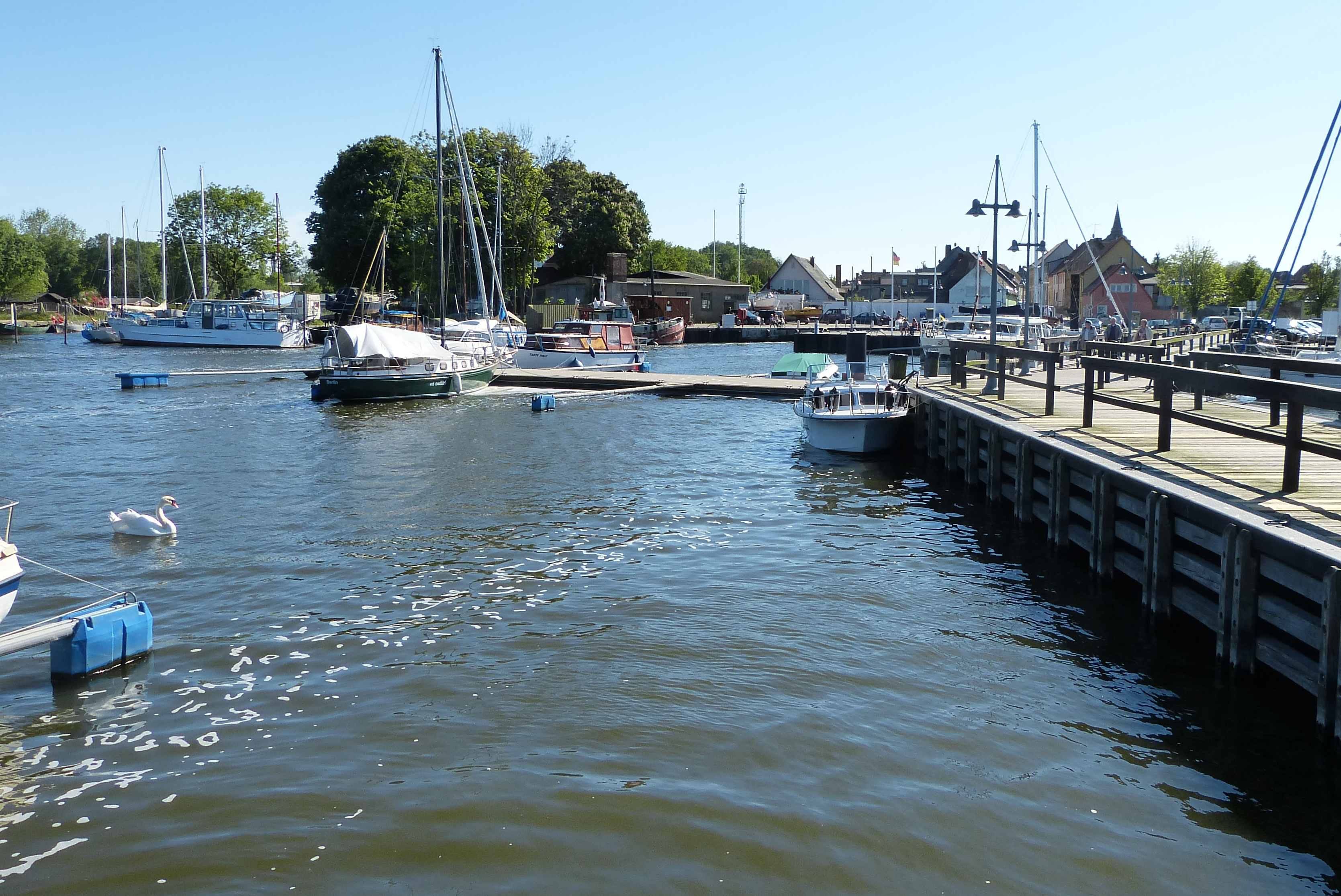
Hafen und Marina

### Unternehmen
Neben der Mosterei Nowack besitzt die Landstadt einige kleinere Handwerksbetriebe und Verkaufseinrichtungen sowie zwei Campingplätze.

### Verkehr
Lassan liegt an der Kreisstraße 31 zwischen Wolgast und Anklam.
Die Stadt verfügt über keinen Bahnanschluss. Der nächstgelegene Bahnhof ist Anklam an der Bahnstrecke Berlin–Stralsund. Ein Kleinbahnanschluss von 1896 über die Anklam-Lassaner Kleinbahn, durch den Lassan mit Anklam und Buddenhagen verbunden war, wurde 1945 nach Ende des Zweiten Weltkriegs abgebaut.
Das ortsansässige Unternehmen Omnibus Pasternak betreibt zwei Regionalbuslinien, die Lassan mit Anklam und Wolgast verbinden.
Der Lassaner Hafen hat für die Stadt eine große Bedeutung. Der Wasserwanderrastplatz hat 42 Liegeplätze. Angrenzend liegt der kleine Fischereihafen.

## Persönlichkeiten

### Söhne und Töchter der Stadt
- Bernt Notke (~1435–~1509), Bildhauer
- Alexander Caroc (1643–1711), Rechtsgelehrter, Landsyndikus von Schwedisch-Pommern
- Balzer Peter Vahl (1718–1792), Kaufmann, Bürgermeister von Greifswald
- Ernst von Quistorp (1784–1831), preußischer Offizier
- August von Quistorp (1786–1849), preußischer Offizier
- Johann Dettloff Prochnow (1814–1888), Pfarrer und Missionar der Goßner-Mission
- Theodor Bartus (1858–1941), Museumstechniker und Asienforscher
- Alfred Roloff (1879–1951), Maler und Illustrator
- Otto Roloff (1882–1972), Maler, Bruder von Alfred Roloff
- Kurt Wulfert (1891–1970), Volksschullehrer und Träger der Leibniz-Medaille für seine Verdienste auf dem Gebiet der Rädertierchen[32]
- Franz Freitag (1925–1988), deutscher Schriftsteller und Dramatiker

### Mit Lassan verbundene Persönlichkeiten
- Johann Joachim Spalding (1714–1804), Pastor in Lassan von 1749 bis 1757
- Michael Schwarz (1940–2021), Kunsthistoriker, in Lassan aufgewachsen
- Johannes Heimrath (* 1953), Musiker, Unternehmer und Mitbegründer der Lebensgemeinschaft im Ortsteil Klein Jasedow
- Uwe Bastian (1957–2024), Soziologe und Publizist, lebte im Ortsteil Papendorf

## Zitate
- „In Lassan werden die Tore mit einer Rübe statt mit einem Schlosse zugemacht.“[33]
- „An der Peene liebem Rande, / auf bekannter Jugendbahn / folgt’ ich fort und fort dem Strande, / und so kam ich nach Lassan.“ (1. Strophe des Gedichts von Karl Lappe: An Lassan, 1838)
- „Am Peenestrom, am Peenestrom / Da liegt ein Wrack aus Holz und Stein / Seit fünf mal hundert gleichen Jahrn / die alte Stadt Lassan.“ (Wolf Biermann: Ballade von der alten Stadt Lassan, 1974)